# I Am Batman
I Am Batman (с англ. — «Я Бэтмен») — серия комиксов, которую с 2021 года издаёт компания DC Comics.

## Синопсис
В этой серии Бэтменом является Джейс Фокс, сын Люциуса.

## Выпуски
| №  | Дата выхода      | Оценка на Comic Book Roundup    | Предполагаемый объём продаж (первый месяц) |
| -- | ---------------- | ------------------------------- | ------------------------------------------ |
| 0  | 10 августа 2021  | 8,1 из 10 на основе 13 рецензий | 49 000, позиция в Северной Америке — 34    |
| 1  | 14 сентября 2021 | 8,5 из 10 на основе 15 рецензий | 62 000, позиция в Северной Америке — 32    |
| 2  | 12 октября 2021  | 7,7 из 10 на основе 11 рецензий | 45 400, позиция в Северной Америке — 39    |
| 3  | 9 ноября 2021    | 8 из 10 на основе 9 рецензий    | н/д                                        |
| 4  | 14 декабря 2021  | 7,4 из 10 на основе 11 рецензий | н/д                                        |
| 5  | 11 января 2022   | 7,5 из 10 на основе 11 рецензий | н/д                                        |
| 6  | 8 февраля 2022   | 8,4 из 10 на основе 12 рецензий | н/д                                        |
| 7  | 8 марта 2022     | 8,5 из 10 на основе 3 рецензий  | н/д                                        |
| 8  | 12 апреля 2022   | 8,2 из 10 на основе 3 рецензий  | н/д                                        |
| 9  | 10 мая 2022      | 8,3 из 10 на основе 4 рецензий  | н/д                                        |
| 10 | 14 июня 2022     | н/д                             | н/д                                        |

## Отзывы
На сайте Comic Book Roundup по состоянию на 8 марта 2022 года серия имеет оценку 8 из 10 на основе 85 рецензий. Кристиан Хоффер из ComicBook.com писал, что ему нравится «тон серии» и то, что он «отличается от других комиксов о супергероях». Саянтан Гайен из Comic Book Resources отмечал, что «I Am Batman #5 — это эмоционально трогательная история, которая заканчивается на высокой ноте». Его коллега Генри Варона рассматривал шестой выпуск и посчитал, что он является «идеальной отправной точкой для серии и, возможно, её лучшим выпуском на сегодняшний день». Дэвид Брук из Aipt дал седьмому выпуску оценку 8,5 из 10 и похвалил художников.